# Fehér zaj (film, 2022)
A Fehér zaj (eredeti cím: White Noise) 2022-ben bemutatott amerikai–brit dráma filmvígjáték, amelyet Noah Baumbach írt és rendezett, Don DeLillo azonos című regénye alapján. A főbb szerepekben Adam Driver, Greta Gerwig, Don Cheadle, Raffey Cassidy és Sam Nivola látható.
Amerikában 2022. november 25-én a mozikban, Magyarországon 2022. december 30-án a Netflixen mutatták be.

## Cselekmény
1984-ben Jack Gladney a "Hitler-tanulmányok" (az általa alapított szakterület) professzora az ohiói College-on-the-Hillben. Szakterülete ellenére nem beszél németül, és titokban alapleckéket vesz, hogy felkészüljön egy konferencián tartandó beszédére. Jack felesége Babette, a negyedik felesége. Együtt négygyermekes vegyes családot nevelnek: Heinrich és Steffie, Jack két korábbi házasságából; Denise, Babette előző házasságából; és Wilder, a közös gyermekük. Denise kémkedik Babette után, és rátalál a titkos receptre felírt Dylar készletére, egy titokzatos gyógyszerre, amely nem szerepel a szokásos nyilvántartásokban. Jack álmot lát egy titokzatos férfiról, aki meg akarja ölni, utalva egy korábbi, Babette-tel folytatott beszélgetésre, amelynek középpontjában a közös halálfélelmük állt. Jack kollégája, Murray Siskind, az amerikai kultúra professzora egy hasonlóan hiánypótló szakterületet, az "Elvis-tanulmányokat" szeretné kialakítani, és meggyőzi Jacket, hogy segítsen neki. Rövid időre riválisokká válnak, amikor kurzusaik között verseny alakul ki.
Életük azonban felborul, amikor egy katasztrofális vonatbaleset vegyi hulladékfelhőt vet a város fölé. Ez a "levegőben terjedő mérgező esemény" tömeges evakuálásra kényszerít, ami hatalmas dugóhoz vezet az autópályán. Jack egy benzinkútra hajt, hogy feltöltse az autóját, ahol véletlenül kiteszi magát a felhőnek. A család és számos más személy karanténba kényszerül egy nyári táborban. Murray ellátja Jacket egy kis tenyérnyi pisztollyal, hogy megvédje magát a táborban lévő veszélyesebb túlélőkkel szemben. Egy nap káosz tör ki, amikor több család kétségbeesetten próbál elmenekülni a táborból. Gladney-éknek majdnem sikerül kijutniuk, de végül az autójukkal a folyóban úszva végzik. Később megérkeznek Iron Citybe, ahol találkoznak egy férfival, aki azon szónokol, hogy a média nem foglalkozik a kitelepítettekkel, és kiszúrja Jacket, azt állítva, hogy látta őt, mielőtt ránézett volna. Kilenc nap után a családnak sikerül hazatérnie. Mivel azonban Jack rövid ideig vegyi hulladéknak volt kitéve, halálfélelme felerősödik.
Később minden visszatért a normális kerékvágásba, kivéve Babette-et, aki sápadt, letargikus és érzelmileg eltávolodott Jacktől és a család többi tagjától. Nem sokkal később Jacknek hallucinációi támadnak, amelyekben egy titokzatos, kopaszodó férfi követi őt. Denise megosztja a Dylarral kapcsolatos aggodalmait, Jack pedig szembesíti Babette-et. A nő bevallja, hogy csatlakozott egy árnyékos klinikai kísérlethez, amely egy halálfélelem kezelésére szolgáló gyógyszerrel foglalkozott, és amikor kivágták a kísérletből, beleegyezett, hogy szexeljen "Mr. Grayvel", cserébe a gyógyszer folyamatos ellátásáért. Jacket izgatja az ötlet, és elkéri Denise-től a Dylar-palackot, de a lány elárulja, hogy korábban kidobta. Miközben a szemétben kotorászik, Jack talál egy újsághirdetést a Dylarról, ami arra készteti, hogy elővegye a pisztolyát, és bosszút álljon Mr. Grayn. Jack egy motelben követi őt, ahol rájön, hogy Mr. Gray volt a férfi a hallucinációiban. Jack lelövi őt, és a pisztolyt a kezébe nyomja, hogy öngyilkosságnak tűnjön. Babette váratlanul felbukkan, és meglátja a még élő Mr. Gray-t, akinek sikerül mindkettőjüket meglőnie. Miután Jack és Babette meggyőzik a zavarodott Mr. Gray-t, hogy ő a felelős a sérüléseikért, egy közeli kórházba viszik, amelyet német ateista apácák vezetnek. Ott a házaspár is kibékül egymással.
Másnap Gladneyék egy A&P szupermarketben vásárolnak, ahol a család részt vesz egy táncos számban a többi vásárlóval és alkalmazottal együtt.

## Szereplők
| Szerep                    | Színész            | Magyar hang       |
| ------------------------- | ------------------ | ----------------- |
| Jack Gladney professzor   | Adam Driver        | Dévai Balázs      |
| Babette Gladney           | Greta Gerwig       | Nemes Takách Kata |
| Murray Siskind professzor | Don Cheadle        | Kálid Artúr       |
| Denise Gladney            | Raffey Cassidy     | Ruszkai Szonja    |
| Heinrich Gladney          | Sam Nivola         | Nagy Gereben      |
| Steffie Gladney           | May Nivola         | Hegedűs Johanna   |
| Winnie Richards           | Jodie Turner-Smith |                   |
| Elliot Lasher             | André Benjamin     |                   |
| Alfonse                   | Sam Gold           |                   |
| Grappa                    | Carlos Jacott      |                   |
| Mr. Gray                  | Lars Eidinger      |                   |

### Magyar változat
- Magyar szöveg: Hanák János
- Hangmérnök: Halas Péter
- Vágó; Győrösi Gabriella
- Gyártásvezető: Vigvári Ágnes
- Szinkronrendező: Szalay Csongor
- Produkciós vezető: Fekete Márk

A szinkront a Direct Dub Studios készítette el.

## A film készítése
2004. július 28-án Barry Sonnenfeld rendezte volna Don DeLillo Fehér zaj című művének filmadaptációját Stephen Schiff forgatókönyve alapján.. 2016-ban Uri Singer megszerezte a könyv jogait. 2016. október 17-én Michael Almereyda írta meg a filmadaptáció forgatókönyvét. 2021. január 13-án kiderült, hogy Noah Baumbach fogja adaptálni és rendezni a filmet a Netflix számára, David Heyman és Uri Singer mellett producerként.

### Forgatás
A forgatás 2021 júniusában kezdődött. A forgatásokra Ohióban került sor, többek között az Akroni Egyetemen, az Ashtabula Pine Lake Raceway, a Trail Riding pályán, Cleveland Heightsban, a Wooster College of Woosterben, Wellingtonban, Oberlinben, Dorsetben, a Hiram College-ban, az Andrews Osborne Academy Willoughbyban, a Kent State Universityn, a Lowell Klienfelter Stadiumban a Canton Central Catholic High School campusán Stark County Ohioban és Perry Townshipben.  A vonatbaleset jelenetét East Palestine-ban forgatták.